# Joué-en-Charnie

Joué-en-Charnie este o comună în departamentul Sarthe, Franța. În 2009 avea o populație de 620 de locuitori.